# 13849 Dunn
13849 Dunn este un asteroid din centura principală de asteroizi.

## Descriere
13849 Dunn este un asteroid din centura principală de asteroizi. A fost descoperit pe 7 decembrie 1999 la Socorro, New Mexico, în cadrul proiectului LINEAR. El prezintă o orbită caracterizată de o semiaxă mare de 2,20 ua, o excentricitate de 0,09 și o înclinație de 4,6° în raport cu ecliptica.